# Универсален скачващ модул
Универсалния скачващ модул (УСМ) (на руски: Универсальный стыковочный модуль; на английски: Universal Docking Module), впоследствие преименуван на Възлов модул (на руски: Узловой Модуль; на английски: Uzlovoy Module), е планиран компонент на Международната космическа станция, който се е предвиждало да бъде пострен от Ракетно-космическа корпорация „Енергия“ и ГКНПЦ. Планирало се е модулът да се скачи с обслужващ модул Звезда откъм страната на Земята и затова Звезда има четири места за скачване, където се епредвиждало да се скачат двата руски изследователски модула, живото-поддържащия модул и скачващото отделение SO2, но тъй като всички били отменени поради липса на финанси се наложило да отменят и Универсалния скачващ модул. Този модул е заменен от Рассвет, който е доставен на МКС през 2010 година.
През 2011 година проектът е възобновен, като модулът е силно модифициран и се планира да бъде изстрелян към МКС през 2014 година на борда на ракета Союз